# 1. divisjon 2016
La 1. divisjon 2016, nota anche come OBOS-ligaen 2016 per ragioni di sponsorizzazione, è stata la 68ª edizione della seconda serie del campionato norvegese di calcio. La stagione è iniziata il 3 aprile 2016 e si è conclusa il 30 ottobre 2016. Il campionato è stato vinto dal Kristiansund, che, assieme al Sandefjord secondo classificato, è stato promosso in Eliteserien.

## Stagione

### Novità
Dalla 1. divisjon 2015 sono stati promossi in Eliteserien 2016 il Sogndal e il Brann, entrambe dopo un solo anno di assenza. Dalla prima divisione sono retrocessi, anch'essi dopo un solo anno, il Sandefjord e il Mjøndalen. Hønefoss, Bærum, Nest-Sotra e Follo, classificatisi agli ultimi quattro posti della 1. divisjon 2015, erano stati retrocessi in 2. divisjon. A prendere il loro posto dalla categoria inferiore sono statiUllensaker/Kisa, KFUM Oslo, Raufoss e Kongsvinger.

### Formula
Le 16 squadre partecipanti si sono affrontate in un girone all'italiana con partite di andata e ritorno, per un totale di 30 giornate. Le prime due classificate del campionato sono state promosse in Eliteserien. Le squadre classificatesi dal terzo al sesto hanno partecipato ai playoff promozione. La vincente ha sfidato la terzultima classificata dell'Eliteserien per un posto in massima serie. Le ultime quattro classificate sono state retrocesse direttamente in 2. divisjon.

## Squadre partecipanti
| Club            | Stagione | Città        | Stadio              | Stagione 2015                           |
| --------------- | -------- | ------------ | ------------------- | --------------------------------------- |
| Bryne           | dettagli | Bryne        | Bryne Stadion       | 10º posto in 1. divisjon                |
| Fredrikstad     | dettagli | Fredrikstad  | Fredrikstad Stadion | 12º posto in 1. divisjon                |
| Hødd            | dettagli | Ulstein      | Høddvoll Stadion    | 4º posto in 1. divisjon                 |
| Jerv            | dettagli | Grimstad     | Levermyr            | 5º posto in 1. divisjon                 |
| KFUM Oslo       | dettagli | Oslo         | KFUM Arena          | 1º posto nel girone 1 della 2. divisjon |
| Kongsvinger     | dettagli | Kongsvinger  | Gjemselund Stadion  | 1º posto nel girone 4 della 2. divisjon |
| Kristiansund BK | dettagli | Kristiansund | Atlanten Stadion    | 3º posto in 1. divisjon                 |
| Levanger        | dettagli | Levanger     | Moan Fritidspark    | 9º posto in 1. divisjon                 |
| Mjøndalen       | dettagli | Mjøndalen    | Isachsen Stadion    | 15º posto in Eliteserien                |
| Ranheim         | dettagli | Trondheim    | DNB Arena           | 6º posto in 1. divisjon                 |
| Raufoss         | dettagli | Raufoss      | Raufoss Stadion     | 1º posto nel girone 2 della 2. divisjon |
| Sandefjord      | dettagli | Sandefjord   | Komplett Arena      | 16º posto in Eliteserien                |
| Sandnes Ulf     | dettagli | Sandnes      | Sandnes Stadion     | 7º posto in 1. divisjon                 |
| Strømmen        | dettagli | Strømmen     | Strømmen Stadion    | 8º posto in 1. divisjon                 |
| Ullensaker/Kisa | dettagli | Jessheim     | UKI Arena           | 1º posto nel girone 3 della 2. divisjon |
| Åsane           | dettagli | Åsane        | Åsane Idrettspark   | 11º posto in 1. divisjon                |

## Classifica finale
|  | Pos. | Squadra         | Pt | G  | V  | N  | P  | GF | GS | DR  |
|  | ---- | --------------- | -- | -- | -- | -- | -- | -- | -- | --- |
|  | 1.   | Kristiansund BK | 62 | 30 | 19 | 5  | 6  | 47 | 30 | +17 |
|  | 2.   | Sandefjord      | 59 | 30 | 18 | 5  | 7  | 54 | 35 | +19 |
|  | 3.   | Jerv            | 53 | 30 | 15 | 8  | 7  | 47 | 34 | +13 |
|  | 4.   | Sandnes Ulf     | 51 | 30 | 15 | 6  | 9  | 55 | 28 | +27 |
|  | 5.   | Kongsvinger     | 49 | 30 | 14 | 7  | 9  | 56 | 42 | +14 |
|  | 6.   | Mjøndalen       | 49 | 30 | 13 | 10 | 7  | 49 | 38 | +11 |
|  | 7.   | Strømmen        | 47 | 30 | 13 | 8  | 9  | 46 | 45 | +1  |
|  | 8.   | Levanger        | 45 | 30 | 13 | 6  | 11 | 52 | 46 | +6  |
|  | 9.   | Ranheim         | 39 | 30 | 11 | 6  | 13 | 45 | 48 | -3  |
|  | 10.  | Åsane           | 38 | 30 | 10 | 8  | 12 | 36 | 37 | -1  |
|  | 11.  | Fredrikstad     | 33 | 30 | 8  | 9  | 13 | 34 | 48 | -14 |
|  | 12.  | Ullensaker/Kisa | 32 | 30 | 8  | 8  | 14 | 47 | 50 | -3  |
|  | 13.  | Bryne           | 30 | 30 | 7  | 9  | 14 | 33 | 48 | -15 |
|  | 14.  | Hødd            | 30 | 30 | 8  | 6  | 16 | 31 | 57 | -26 |
|  | 15.  | KFUM Oslo       | 26 | 30 | 6  | 8  | 16 | 31 | 48 | -17 |
|  | 16.  | Raufoss         | 21 | 30 | 6  | 3  | 21 | 33 | 62 | -29 |

Legenda:
      Promosse in Eliteserien 2017
 Ammesse ai play-off promozione
      Retrocesse in 2. divisjon 2017
Note:
Tre punti a vittoria, uno a pareggio, zero a sconfitta.
La classifica viene stilata secondo i seguenti criteri:
- Punti conquistati
- Differenza reti generale
- Reti totali realizzate
- Punti conquistati negli scontri diretti
- Differenza reti negli scontri diretti
- Reti realizzate in trasferta negli scontri diretti (solo tra due squadre)
- Reti realizzate negli scontri diretti
- Spareggio (solo per decidere promozione, accesso ai playoff e retrocessione)

## Spareggi

### Semifinali
|             | Risultati |             | Luogo e data               |
| ----------- | --------- | ----------- | -------------------------- |
| Sandnes Ulf | 0 - 2     | Kongsvinger | Sandnes, 5 novembre 2016   |
| Jerv        | 2 - 1     | Mjøndalen   | Grimstad, 19 novembre 2016 |
|             |           |             |                            |

### Finale
|      | Risultati |             | Luogo e data               |
| ---- | --------- | ----------- | -------------------------- |
| Jerv | 2 - 1     | Kongsvinger | Grimstad, 26 novembre 2016 |
|      |           |             |                            |

## Statistiche

### Classifica marcatori
| Gol |  |  | Giocatore           | Squadra         |
| --- |  |  | ------------------- | --------------- |
| 26  |  |  | Pontus Engblom      | Sandnes Ulf     |
| 20  |  |  | Daouda Bamba        | Kristiansund BK |
| 18  |  |  | Robert Stene        | Ranheim         |
| 14  |  |  | Geir André Herrem   | Åsane           |
| 14  |  |  | Adem Güven          | Kongsvinger     |
| 14  |  |  | Kjell Rune Sellin   | Sandefjord      |
| 14  |  |  | Benjamin Stokke     | Levanger        |
| 13  |  |  | Kent Håvard Eriksen | Sandnes Ulf     |
| 12  |  |  | Sanel Kapidžić      | Fredrikstad     |
| 12  |  |  | Robin Shroot        | Hødd            |